# Флігель

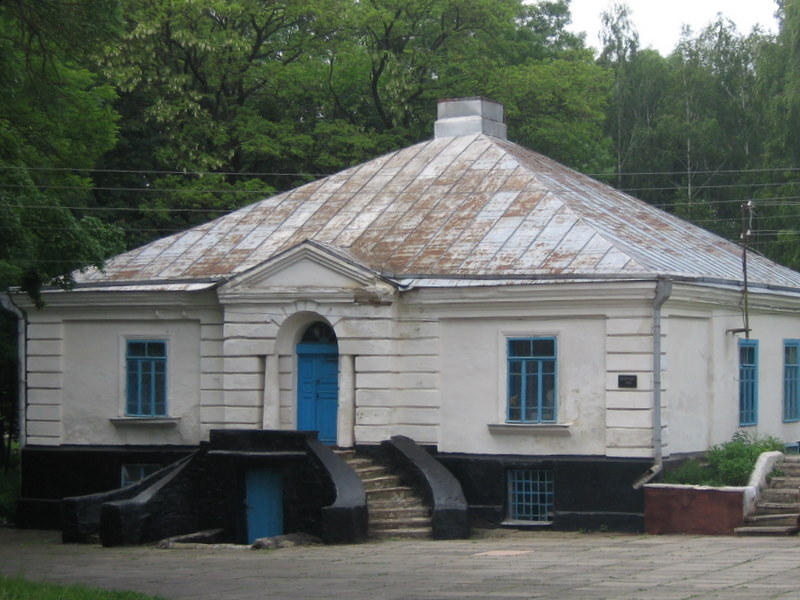
Один з флігелів (окремо стоячих) маєтку Ганських у Верхівні на Житомирщині. Використовувався як кухня.

Флі́гель (від нім. Flügel — «крило»), діал. офіци́ни (через пол. oficyna від лат. officina — «майстерня») — бічна прибудова до головної споруди, «крило» цієї споруди.
Флігелі зазвичай довші і більші за розмірами за павільйони. Флігель може стояти окремо від головної споруди, створюючи разом з нею ансамбль.
Флігелі мали поширення як у міських, так і в сільських садибах у XVIII—XIX століттях повсюдно в Центральній Європі, зокрема і в Україні.
Найчастіше використовувались як панське житло або господарські приміщення-прибудови (кухня, житло управителя, прислуги тощо). У сільській хатині флігель міг бути житлом для неодружених кріпаків.